# ژاله‌پوش منجنیقی
ژاله‌پوش منجنیقی (نام علمی: Drosera glanduligera)، ژاله‌پوش فلفلی، گونه‌ای یک‌ساله رزت از جنس گیاهان گوشت‌خوار ژاله‌پوش است که بومی استرالیا است. قد آن ۲٫۵ تا ۶ سانتی‌متر است و در اکثر شرایط خاک رشد می‌کند. از اوت تا نوامبر گلهای نارنجی تولید می‌کند.
در اصل در سال ۱۸۴۴ توسط یوهان گئورگ کریستین لمان (Johann Georg Christian Lehmann) توصیف شد. این تنها گونه در زیرسرده کوئلوفیلا (Coelophylla) است که یان شلاور (Jan Schlauer) آن را در سال ۱۹۹۶ از رتبه بخشه ارتقا داد، در اصل توسط جولز امیل پلنچن در سال ۱۸۴۸ توصیف شد.

## توزیع
ژاله‌پوش منجنیقی بومی تاسمانی و جنوب غربی و جنوب شرقی استرالیا است که اغلب به‌صورت محلی فراوان است.

## زیست‌شناسی
ژاله‌پوش منجنیقی گیاهی یک‌ساله است که در زمستان رشد می‌کند. جوانه‌زدن بذرها به دمای سرد نیاز دارد. گیاهان جوان دم‌فنری را می‌خورند در حالی که گیاهان بزرگتر مگس‌ها را می‌خورند.
عملکرد به‌دام انداختن این گونه منحصر به فرد است که ویژگی‌های هر دو تله چفت‌شونده و چسب‌حشره را ترکیب می‌کند. آن را یک تله منجنیق-کاغذ مگس‌گیر نامیده‌اند.
حشرات غیرپرنده این منجنیق را هنگامی که سلول‌های گیاهی خاصی می‌شکند، تحریک می‌کنند. این عمل تکرار نمی‌شود تا زمانی که گیاه شاخک‌های جدیدی رشد دهد.

## کشت
ژاله‌پوش منجنیقی یک گیاه دشوار برای کشت می‌باشد، عمدتاً به‌دلیل شرایط دمایی سخت آن، هم برای جوانه‌زدن و هم برای رشد بیشتر.
گیاهان (مخصوصاً نهال‌ها) باید به‌طور منظم تغذیه شوند تا قوت خود را حفظ کنند. این گیاه در مخلوط‌های استاندارد خاک گیاهی گوشت‌خوار به‌خوبی رشد می‌کند.